# Jerry Goldsmith
 (novembre 2022).
Si vous disposez d'ouvrages ou d'articles de référence ou si vous connaissez des sites web de qualité traitant du thème abordé ici, merci de compléter l'article en donnant les références utiles à sa vérifiabilité et en les liant à la section « Notes et références ».
Pour les articles homonymes, voir Goldsmith.
Jerry Goldsmith, est un compositeur américain, né le 10 février 1929 à Los Angeles et mort le 21 juillet 2004 à Beverly Hills. Essentiellement connu pour ses musiques de films, il a également composé quelques œuvres de concert. Il a composé 249 films de musiques pour le cinéma. Dans son numéro 113, le mensuel Mad Movies de mai 1998 précise que Un cri dans l'océan est sa 235e participation.
Parmi ses compositions les plus célèbres, figurent celles des films La Planète des singes, Papillon, Chinatown, Alien, le huitième passager, Rambo ou encore Gremlins. Il a obtenu de nombreuses récompenses, dont un Oscar de la meilleure musique pour La Malédiction.
Plusieurs ballets ont par ailleurs été tirés de ses musiques de film, notamment au Canada et en Australie.

## Biographie

### Ses débuts
Jerry Goldsmith, qui était d'origine juive roumaine, a passé toute sa jeunesse à Los Angeles, où il apprend le piano dès l'âge de 6 ans et étudie l'art de la composition et du contrepoint à l'âge de 14 ans avec ses professeurs (piano et analyse avec Jacob Gimpel, contrepoint et composition avec Mario castelnuovo Tedesco et Ernst Krenek). Il suit également les cours dispensés par le maestro Miklós Rózsa, à qui il voue une grande admiration depuis qu'il a entendu sa partition pour La Maison du docteur Edwardes en 1946 et qui lui donnera la vocation d'écrire pour le cinéma.
À partir des années 1950, il intègre la télévision et travaille au département musical de la chaîne CBS. C'est là qu'il décroche ses premiers engagements pour des émissions radiophoniques, puis sur des programmes télévisés. Jusqu'en 1960, il travaillera sur une quantité importante de shows et côtoiera ses futurs partenaires de cinéma, tels Franklin J. Schaffner ou John Frankenheimer.
Son travail sur la série télévisée La Quatrième Dimension en 1960 attire l'attention des studios hollywoodiens, qui ne tardent pas à lui confier la musique du film Seuls sont les indomptés en 1962, avant de lui confier celle de Freud, passions secrètes, pour laquelle il est cité pour la première fois à l'Oscar de la meilleure musique.
Dès lors, il enchaîne les contrats avec les plus grands studios, dont la 20th Century Fox, et il contribue, par son style, à redéfinir l'art de la composition musicale au cinéma (qui jusqu'à cette époque, était des plus conventionnels).

### Un style musical
Doté d'une solide formation classique, Jerry Goldsmith était un musicien érudit, exigeant, volontiers moderniste, empruntant fréquemment son inspiration aux grands compositeurs du XXe siècle et intégrant dans ses œuvres les innovations de la musique contemporaine. À Hollywood, Il faisait figure d'avant-gardiste.
Extrêmement protéiforme, son style se caractérise avant tout par son énergie rythmique et son invention dans le domaine de l'orchestration. Souvent brillant, parfois virtuose, l'orchestre de Goldsmith fait appel à tous les timbres et toutes les combinaisons : instruments rares ou exotiques (rhombe, cuica, serpent, didgeridoo, blaster beam, waterchimes, sifflet d'enfant et même bols de cuisine…), instruments utilisés de manière détournée ou dans des registres inhabituels (cuivres « grogneurs » (growl) ou « hurleurs », piano préparé, flûtes dans le suraigu, effets d'archets sur les cordes, flatterzunge…) l'imagination du compositeur a longtemps été foisonnante, servie par une oreille particulièrement fine en matière de timbres et de couleurs.
Dodécaphonisme schönbergien, rythmes stravinskiens, inspirations folkloriques ou ethnique, jazz, musiques de timbres à la manière de l'avant-garde des années 1960, toutes ces influences sont passées au creuset d'une personnalité musicale particulièrement forte et séduisante.
On lui doit une des très rares partitions sérielles composées à Hollywood, pour le film La Planète des singes en 1968, l'un de ses chefs-d'œuvre. La Canonnière du Yang-Tse, Tora ! Tora ! Tora !, La Fraternité ou la Mort, Papillon, Chinatown, Le Lion et le Vent, Alien, le huitième passager ou encore Capricorn One témoignent parmi cent autres de la force de son inspiration et de sa maîtrise technique.
Son invention orchestrale et l'intensité, la violence de sa musique ont naturellement fait de lui le grand illustrateur musical de l'action, du fantastique et de la science-fiction. Ses orages sonores et ses prestos déchaînés ont apporté une vie nouvelle à bien des scènes d'action ou de poursuites.
Certaines pièces comme Antonio's death (Papillon), Raisuli attacks (Le Lion et le vent) ou Hot Water (Outland) sont des sommets de virtuosité orchestrale rarement égalés, au cinéma comme en dehors.
Pourtant, le début des années 1970 est marqué par un certain rejet des partitions symphoniques au cinéma (en raison du succès des bandes originales du film Le Lauréat ou d'Easy Rider) et Goldsmith se tourne naturellement vers la télévision où il officiait jadis. Il arrive néanmoins, par son éclectisme et son inventivité orchestrale, à composer quelques chefs-d'œuvre pour le cinéma (Papillon, Chinatown, Le Lion et le vent) jusqu'à l'apogée de la saga Star Wars, qui remettra au goût du jour l'écriture symphonique.
La consécration viendra enfin en 1976, où il compose une partition très sombre dans un style avant-gardiste pour le film La Malédiction, qui marquera les esprits pour l'utilisation diablement efficace de chœurs chantant une messe satanique en latin, le Ave Satani. Sa contribution musicale participera en large partie au succès du film et sera d'ailleurs récompensée par un Oscar pour la meilleure musique de films en 1977.
Sur le plan dramaturgique (dans sa relation à l'image), l'approche de Goldsmith se distingue souvent par sa liberté par rapport aux codes de la musique cinématographique et par la recherche d'un certain décalage, créant surprise et excitation chez le spectateur. Sa musique s'inscrivait souvent dans une dimension dramatique supplémentaire, ne cherchant pas nécessairement à coller à ce qui est vu à l'écran. Ainsi, pour ne citer qu'un exemple, son très beau générique pour Rambo renvoie-t-il au-delà des images à une certaine conception de la ballade américaine, musique nostalgique, paisible, musique des grands espaces évoquant une sorte de western idéalisé, dont le sens n'apparait que plus tard dans le film.
À partir des années 1980, le langage de Goldsmith s'est progressivement assagi, tendant vers un style plus accessible et une esthétique plus romantique. Au cours de cette décennie, il recourt plus fréquemment aux instruments électroniques, qu'il intègre à l'orchestre. On lui doit encore des contributions de première valeur pour Poltergeist (1982), Under Fire (1983), Gremlins et sa suite (1984 et 1990), Legend et Explorers (1985), Basic Instinct (1992), Lancelot, le premier chevalier (1995) ou L'Ombre et la Proie (1996).
Il a travaillé pour une large variété de films et de genres de télévision, mais il est surtout associé au film d'action, de suspense, de science-fiction et/ou d'horreur. Parmi ses œuvres les plus populaires, ses partitions pour la série des Rambo, Gremlins ou Basic Instinct tiennent assurément une place prédominante.
Au cours de sa carrière, il collabora de manière privilégiée avec certains cinéastes comme Robert Wise (La Canonnière du Yang-Tse, Star Trek, le film), Tom Gries (Les Cent Fusils), Paul Verhoeven (Total Recall, Basic Instinct, Hollow Man) ou Joe Dante (Gremlins, Small Soldiers) mais sa collaboration avec Franklin J. Schaffner fut la plus notable (La Planète des singes, Papillon, Ces garçons qui venaient du Brésil, Patton). Steven Spielberg (Poltergeist, La Quatrième Dimension)
Il a également composé deux œuvres d'inspiration sérielle, la cantate Christus Appolo (1969) et Music for Orchestra (1970), une pièce pour grand orchestre commandée par Leonard Slatkin et l'Orchestre symphonique de Saint-Louis. En 1999, coïncidant avec son 70e anniversaire, il compose « FIREWORKS » en hommage à la ville où il a toujours vécu, Los Angeles, et qu'il jouera au Hollywood Bowl avec le Los Angeles Philharmonic.
En 1997, il compose la fanfare qui ouvre les films sur le logo d'Universal Pictures.

### Mort et postérité
Il décède le 21 juillet 2004 des suites d'un cancer du côlon, laissant derrière lui un riche héritage musical que revendiquent certains compositeurs actuels comme Marco Beltrami ou Brian Tyler. Par la richesse et la variété de son œuvre, il aura inspiré de manière indélébile toute une génération de musiciens et plus largement, aura contribué à redéfinir et populariser la musique au cinéma, à l'instar de John Williams, sans toutefois connaître la même renommée.

## Filmographie

### Cinéma

#### Longs métrages

##### Années 1950
- 1957 : L'homme au bandeau noir (Black Patch) de Allen H. Miner
- 1959 : La Cité de la peur (City of Fear) d'Irving Lerner
- 1959 : Le Salaire de la haine (Face of a Fugitive) de Paul Wendkos

##### Années 1960
- 1960 : Blue Jeans 1920 (Studs Lonigan) d'Irving Lerner
- 1960 : Les Rôdeurs de la plaine (Flaming Star) de Don Siegel (non crédité au générique)
- 1962 : The Crimebusters (Cain's hundred) de Boris Sagal
- 1962 : Seuls sont les indomptés (Lonely Are the Brave) de David Miller
- 1962 : L'Homme de Bornéo (The Spiral Road) de Robert Mulligan
- 1962 : Freud, passions secrètes (Freud) de John Huston
- 1963 : Le Dernier de la liste (The List of Adrian Messenger) de John Huston
- 1963 : Le Lys des champs (Lilies of the Field) de Ralph Nelson
- 1963 : Les Loups et l'agneau (The Stripper) de Franklin J. Schaffner
- 1963 : Le Téléphone rouge (A Gathering of Eagles) de Delbert Mann
- 1963 : Ah! Si papa savait ça (Take Her, She's Mine) de Henry Koster
- 1963 : Pas de lauriers pour les tueurs (The Prize) de Mark Robson
- 1964 : To Trap a Spy de Don Medford
- 1964 : Sept jours en mai (Seven Days in May) de John Frankenheimer
- 1964 : Shock Treatment de Denis Sanders
- 1964 : Le Crash mystérieux (Fate is the hunter) de Ralph Nelson
- 1964 : Rio Conchos de Gordon Douglas
- 1965 : Station 3 ultra secret (The Satan Bug) de John Sturges
- 1965 : Première victoire (In Harm's Way) de Otto Preminger
- 1965 : L'Express du colonel Von Ryan (Von Ryan's Express) de Mark Robson
- 1965 : Morituri de Bernhard Wicki
- 1965 : L'Extase et l'Agonie (The Agony and the Ecstasy) de Carol Reed (Prologue uniquement)
- 1965 : Un coin de ciel bleu (A Patch of Blue) de Guy Green
- 1966 : Notre Homme Flint (Our Man Flint) de Daniel Mann
- 1966 : Le Dortoir des anges (The Trouble with Angels) de Ida Lupino
- 1966 : La Diligence vers l'Ouest (Stagecoach) de Gordon Douglas
- 1966 : L'Opération diabolique (Seconds) de John Frankenheimer
- 1966 : Le Crépuscule des aigles (The Blue Max) de John Guillermin
- 1966 : La Canonnière du Yang-Tsé (The Sand Pebbles) de Robert Wise
- 1967 : La Nuit des assassins (Warning Shot) de Buzz Kulik
- 1967 : F comme Flint (In Like Flint) de Gordon Douglas
- 1967 : Une sacrée fripouille (The Flim-Flam Man) de Irvin Kershner
- 1967 : Sept secondes en enfer (Hour of the Gun) de John Sturges
- 1968 : Les Filles du code secret (Sebastian) de David Greene
- 1968 : La Planète des singes (Planet of the Apes) de Franklin J. Schaffner
- 1968 : Le Détective (The Detective) de Gordon Douglas
- 1968 : Bandolero! de Andrew V. Mc Laglen
- 1969 : L'Homme tatoué (The Illustrated Man) de Jack Smight
- 1969 : Les 100 fusils (100 Rifles) de Tom Gries
- 1969 : L'Homme le plus dangereux du monde (The Chairman) de J. Lee Thompson
- 1969 : Justine de George Cukor

##### Années 1970
- 1970 : Patton de Franklin J. Schaffner
- 1970 : Un nommé Cable Hogue (The Ballad of Cable Hogue) de Sam Peckinpah
- 1970 : Tora ! Tora ! Tora ! de Richard Fleischer
- 1970 : La Balade du bourreau (The Traveling Executioner) de Jack Smight
- 1970 : Rio Lobo de Howard Hawks
- 1971 : Satan, mon amour (The Mephisto Waltz) de Paul Wendkos
- 1971 : Les Évadés de la planète des singes (Escape from the Planet of the Apes) de Don Taylor
- 1971 : Deux Hommes dans l'Ouest (Wild Rovers) de Blake Edwards
- 1971 : Les Complices de la dernière chance (The Last Run) de Richard Fleischer
- 1972 : La Poussière, la Sueur et la Poudre (The Culpepper Cattle Co.) de Dick Richards
- 1972 : L'Autre (The Other) de Robert Mulligan
- 1972 : The Man de Joseph Sargent
- 1973 : Le Fauve (Shamus) de Buzz Kulik
- 1973 : Ace Eli and Rodger of the Skies de John Erman
- 1973 : Un petit Indien (One little Indian) de Bernard McEveety
- 1973 : Don Angelo est mort (The Don is dead) de Richard Fleischer
- 1973 : Papillon de Franklin J. Schaffner
- 1974 : Un homme voit rouge (Ransom) Casper Wrede
- 1974 : Chinatown de Roman Polanski
- 1974 : Les 'S' Pions (S* P* Y* S) de Irvin Kershner
- 1975 : L'Évadé (Breakout) de Tom Gries
- 1975 : La Mort en rêve (The Reincarnation of Peter Proud) de J. Lee Thompson
- 1975 : Le Lion et le vent (The Wind and the Lion) de John Milius
- 1975 : La Chevauchée terrible (Take a Hard Ride) de Antonio Margheriti
- 1975 : Le Solitaire de Fort Humboldt (Breakheart Pass) de Tom Gries
- 1976 : La Loi de la haine (The Last Hard Men) d'Andrew V. McLaglen (music from 100 rifles adapted by Lionel Newman)
- 1976 : La Malédiction (The Omen) Oscar winner. De Richard Donner
- 1976 : L'Âge de cristal (Logan's Run) de Michael Anderson
- 1976 : Haute tension (High Velocity) de Remi Kramer
- 1976 : Le Pont de Cassandra (The Cassandra Crossing) de George Pan Cosmatos
- 1977 : L'Ultimatum des trois mercenaires (ou La dernière lueur du crépuscule) (Twilight's Last Gleaming) de Robert Aldrich
- 1977 : L'Ile des adieux (Islands in the Stream) de Franklin J. Schaffner
- 1977 : MacArthur, le général rebelle (MacArthur) de Joseph Sargent
- 1977 : Les Survivants de la fin du monde (Damnation Alley) de Jack Smight
- 1978 : Capricorn One de Peter Hyams
- 1978 : Morts suspectes (Coma) de Michael Crichton
- 1978 : Damien, la malédiction II (Damien: Omen II) de Don Taylor
- 1978 : L'Inévitable Catastrophe (The Swarm) de Irwin Allen
- 1978 : Ces garçons qui venaient du Brésil (The Boys from Brazil) de Franklin J. Schaffner
- 1978 : Magic de Richard Attenborough
- 1979 : La Grande Attaque du train d'or (The First Great Train Robbery) de Michael Crichton
- 1979 : Alien, Le huitième passager (Alien) de Ridley Scott
- 1979 : Smash (en) (Players) de Anthony Harvey
- 1979 : Star Trek, le film (Star Trek: The Motion Picture) de Robert Wise

##### Années 1980
- 1980 : Cabo Blanco de J. Lee Thompson
- 1981 : La Salamandre (The Salamander) de Peter Zinner
- 1981 : La Malédiction finale (Omen III : The Final Conflict) de Graham Baker
- 1981 : Inchon de Terence Young
- 1981 : Outland de Peter Hyams
- 1981 : L'Homme dans l'ombre (Raggedy Man), de Jack Fisk
- 1982 : La Nuit de l'évasion (Night Crossing) de Delbert Mann
- 1982 : Poltergeist de Tobe Hooper/Steven Spielberg (non crédité)
- 1982 : Brisby et le Secret de NIMH (The Secret of NIMH) de Don Bluth
- 1982 : A armes égales (The Challenge) de John Frankenheimer
- 1982 : Rambo (First Blood) de Ted Kotcheff
- 1983 : Psychose II (Psycho II) de Richard Franklin
- 1983 : La Quatrième Dimension, le film (Twilight Zone : the movie) de John Landis, Steven Spielberg, Joe Dante, George Miller
- 1983 : Under Fire de Roger Spottiswoode
- 1984 : Manhattan Solo (The Lonely Guy) de Arthur Hiller
- 1984 : Gremlins de Joe Dante
- 1984 : Supergirl de Jeannot Szwarc
- 1984 : Runaway : L'Évadé du futur (Runaway) de Michael Crichton
- 1985 : Baby: Le secret de la légende oubliée (Baby: Secret of the Lost Legend) de Bill L. Norton
- 1985 : Rambo 2 : La Mission (Rambo : First Blood Part II) de George Pan Cosmatos
- 1985 : Explorers de Joe Dante
- 1985 : Legend (version européenne) de Ridley Scott
- 1985 : Allan Quatermain et les mines du roi Salomon (King Solomon's Mines) de J. Lee Thompson
- 1986 : Link de Richard Franklin
- 1986 : Poltergeist 2 (Poltergeist II: The Other Side) de Brian Gibson
- 1986 : Le Grand Défi (Hoosiers) de David Anspaugh
- 1987 : Extrême Préjudice (Extreme Prejudice) de Walter Hill
- 1987 : L'Aventure intérieure (Innerspace) de Joe Dante
- 1987 : Cœur de lion (Lionheart) de Franklin J. Schaffner
- 1987 : Assistance à femme en danger (Rent-a-Cop) de Jerry London
- 1988 : Alien nation (rejected music) Graham Baker
- 1988 : Rambo 3 (Rambo III) de Peter Mac Donald
- 1988 : La Loi criminelle (Criminal Law) de Martin Campbell
- 1989 : Les Banlieusards (The 'burbs) de Joe Dante
- 1989 : Leviathan de George Pan Cosmatos
- 1989 : Warlock de Steve Miner
- 1989 : Star Trek 5 : L'Ultime Frontière (Star Trek V: The Final Frontier) de William Shatner

##### Années 1990
- 1990 : Total Recall de Paul Verhoeven
- 1990 : Gremlins 2 : La nouvelle génération (Gremlins 2: The New Batch) de Joe Dante
- 1990 : La Maison Russie (The Russia House) de Fred Schepisi
- 1991 : Jamais sans ma fille (Not Without My Daughter) de Brian Gilbert
- 1991 : Les Nuits avec mon ennemi (Sleeping with the Enemy) de Joseph Ruben
- 1992 : Medicine Man de John McTiernan
- 1992 : Basic Instinct de Paul Verhoeven
- 1992 : Mom and Dad Save the World de Greg Beeman
- 1992 : Mr. Baseball (Mr. Baseball) de Fred Schepisi
- 1992 : Gladiateurs (Gladiator) de Rowdy Herrington (rejected music)
- 1992 : L'Œil public (The Public Eye) de Howard Franklin (rejected music)
- 1992 : Love Field de Jonathan Kaplan
- 1992 : Forever Young de Steve Miner
- 1993 : Panique sur Florida Beach (Matinee) de Joe Dante
- 1993 : La Disparue (The Vanishing) de George Sluizer
- 1993 : Denis la Malice (Dennis the Menace) de Nick Castle
- 1993 : Rudy de David Anspaugh
- 1993 : Malice de Harold Becker
- 1993 : Six degrés de séparation (Six Degrees of Separation) de Fred Schepisi
- 1994 : Angie de Martha Coolidge
- 1994 : Belles de l'Ouest (Bad Girls) de Jonathan Kaplan
- 1994 : The Shadow de Russell Mulcahy
- 1994 : La Rivière sauvage (The River Wild) de Curtis Hanson
- 1994 : L'Amour en équation (I.Q.) de Fred Schepisi
- 1995: Babe (rejected music) George Miller
- 1995 : Congo de Frank Marshall
- 1995 : Lancelot, le premier chevalier (First Knight) de Jerry Zucker
- 1995 : Powder de Victor Salva
- 1996 : City Hall de Harold Becker
- 1996 : Ultime décision (Executive Decision) de Stuart Baird
- 1996 : Poursuite (Chain Reaction) de Andrew Davis)
- 1996 : L'Ombre et la proie (The Ghost and the Darkness) de Stephen Hopkins
- 1996 : Star Trek : Premier Contact (Star Trek: First Contact) de Jonathan Frakes
- 1996 : Deux Jours à Los Angeles (Two Days in the Valley) de John Herzfeld (musique rejetée)
- 1997 : Créatures féroces (Fierce Creatures) de Fred Schepisi
- 1997 : L.A. Confidential de Curtis Hanson
- 1997 : Air Force One de Wolfgang Petersen
- 1997 : À couteaux tirés (The Edge) de Lee Tamahori
- 1998 : Un cri dans l'océan (Deep Rising) de Stephen Sommers [1]
- 1998 : U.S. Marshals de Stuart Baird
- 1998 : Mulan de Barry Cook et Tony Bancroft
- 1998 : Small Soldiers de Joe Dante
- 1998 : Star Trek : Insurrection (Star Trek: Insurrection) de Jonathan Frakes
- 1999 : La Momie (The Mummy) de Stephen Sommers
- 1999 : Le 13e Guerrier (The 13th Warrior) de John McTiernan
- 1999 : Hantise (The Haunting) de Jan de Bont

##### Années 2000
- 2000 : L'Homme sans ombre (Hollow Man) de Paul Verhoeven
- 2001 : Le Masque de l'araignée (Along Came a Spider) de Lee Tamahori
- 2001 : Le Dernier Château (The Last Castle) de Rod Lurie
- 2002 : La Somme de toutes les peurs (The Sum of All Fears) de Phil Alden Robinson
- 2002 : Star Trek : Nemesis de Stuart Baird
- 2003 : Prisonniers du temps (Timeline) de Richard Donner (partition non utilisée dans le film)
- 2003 : Les Looney Tunes passent à l'action (Looney Tunes : Back in Action) de Joe Dante

#### Courts métrages
- 2001 : Soarin' Over California (simulateur)
- 2004 : Mahal Kita de Rickey A. Layman II

### Télévision

#### Séries télévisées
- 1954 : The Lineup
- 1954 : Climax!
- 1959 : Playhouse 90
- 1959-1962 : General Electric Theater  6 épisodes
- 1960 : La Quatrième Dimension (The Twilight Zone)
- 1960 : Full Circle (Thème)
- 1960 : Pete and Gladys (Thème)
- 1960 : Full Circle
- 1960 : Thriller
- 1961 : Le Jeune Docteur Kildare (Doctor Kildare)
- 1964 : Des agents très spéciaux (The man from U.N.C.L.E.)
- 1964 : Voyage au fond des mers (Voyage to the Bottom of the Sea) (1 épisode)
- 1969 : Room 222
- 1972 : La Famille des collines (The Waltons)
- 1972 : Anna et le Roi (Anna and the King)
- 1973 : Police Story
- 1973 : Barnaby Jones
- 1973 : Hawkins (Hawkins On Murder)
- 1974 : QB VII (Emmy award winner)
- 1981 : Masada (Emmy award winner)
- 1986 : Histoires fantastiques (Amazing Stories) (épisode « Boo! »)
- 1987 : Star Trek : La Nouvelle Génération (Star Trek: The Next Generation) (Thème)
- 1990 : H.E.L.P. (Thème)
- 1995 : Star Trek : Voyager (Thème) Emmy award winner.

#### Téléfilms
- 1953 : The Clay of Kings d'Albert McCleery
- 1956 : The Wanderer de Harry Horner (sous le nom de Jerrald K. Goldsmith)
- 1957 : World in White de Robert Stevens
- 1960 : The Gambler, the Nun and the Radio de James B. Clark et Albert Marre
- 1962 : The Expendables
- 1968 : Nick Quarry (court métrage TV) de Walter Grauman
- 1970 : Prudence and the Chief de Marc Daniels
- 1970 : La Fraternité ou la Mort (The Brotherhood of the Bell) de Paul Wendkos
- 1971 : A Step Out of Line de Bernard McEveety
- 1971 : Do Not Fold, Spindle, or Mutilate de Ted Post
- 1971 : Crosscurrent de Jerry Thorpe
- 1971 : The Homecoming: A Christmas Story de Fielder Cook
- 1972 : Lights Out d'Alvin Boretz et Arch Oboler
- 1972 : Crawlspace de John Newland et Buzz Kulik
- 1972 : Pursuit de Michael Crichton
- 1973 : Le Poney rouge (The Red Pony) de Robert Totten . Emmy award winner
- 1973 : The Going Up of David Lev de James F. Collier
- 1974 : Indict and Convict de Boris Sagal
- 1974 : Le Lys de Brooklyn (A Tree Grows in Brooklyn) de Joseph Hardy
- 1974 : Winter Kill de Jud Taylor
- 1975 : A Girl Named Sooner de Delbert Mann
- 1975 : Medical Story de Gary Nelson
- 1975 : Babe de Gary Nelson Emmy award winner
- 1976 : The Hemingway Play de Don Taylor
- 1977 : Contract on Cherry Street de William A. Graham
- 1983 : Dusty de Don Medford
- 1992 : The Bogie Man de Charles Gormley

### Interviews
- 2000 : The Omen Revealed
- 2000 : Fleshing Out the 'Hollow Man'
- 2002 : Afghanistan: Land in Crisis
- 2002 : Selling a Hero
- 2002 : Guts & Glory
- 2002 : The Real Nam: Voices from Within
- 2002 : The Forging of Heroes: America's Green Berets
- 2002 : We Get to Win This Time
- 2002 : Drawing First Blood
- 2006 : The Ladiest Damn'd Lady : An Afternoon with Stella Stevens

## Distinctions
Durant toute sa carrière, Goldsmith a reçu un total de 18 nominations à l'Oscar de la meilleure musique (ce qui en fait un des compositeurs les plus nommés dans cette catégorie), ainsi que 9 nominations aux Golden Globes et a remporté un Oscar et quatre Emmy Awards.

### Récompenses et nominations
| Récompense                  | Année | Projet                                                                                              | Catégorie                                                                                            | Résultat   |
| --------------------------- | ----- | --------------------------------------------------------------------------------------------------- | --- | ---------- |
| Oscars                      | 1962  | Freud, passions secrètes                                                                            | Meilleure musique                                                                                    | Nomination |
| Oscars                      | 1965  | Un coin de ciel bleu                                                                                | Meilleure musique                                                                                    | Nomination |
| Oscars                      | 1966  | La Canonnière du Yang-Tsé                                                                           | Meilleure musique                                                                                    | Nomination |
| Oscars                      | 1968  | La Planète des singes                                                                               | Meilleure musique                                                                                    | Nomination |
| Oscars                      | 1970  | Patton                                                                                              | Meilleure musique                                                                                    | Nomination |
| Oscars                      | 1973  | Papillon                                                                                            | Meilleure musique                                                                                    | Nomination |
| Oscars                      | 1974  | Chinatown                                                                                           | Meilleure musique                                                                                    | Nomination |
| Oscars                      | 1975  | Le Lion et le vent                                                                                  | Meilleure musique                                                                                    | Nomination |
| Oscars                      | 1976  | La Malédiction                                                                                      | Meilleure musique                                                                                    | Lauréat    |
| Oscars                      | 1976  | « Ave Satani » (de La Malédiction)                                                                  | Meilleure chanson originale                                                                          | Nomination |
| Oscars                      | 1978  | Ces garçons qui venaient du Brésil                                                                  | Meilleure musique                                                                                    | Nomination |
| Oscars                      | 1979  | Star Trek, le film                                                                                  | Meilleure musique                                                                                    | Nomination |
| Oscars                      | 1982  | Poltergeist                                                                                         | Meilleure musique                                                                                    | Nomination |
| Oscars                      | 1983  | Under Fire                                                                                          | Meilleure musique                                                                                    | Nomination |
| Oscars                      | 1986  | Le Grand Défi                                                                                       | Meilleure musique                                                                                    | Nomination |
| Oscars                      | 1992  | Basic Instinct                                                                                      | Meilleure musique                                                                                    | Nomination |
| Oscars                      | 1997  | L.A. Confidential                                                                                   | Meilleure musique                                                                                    | Nomination |
| Oscars                      | 1998  | Mulan                                                                                               | Meilleure musique                                                                                    | Nomination |
| Annie Awards                | 1998  | Mulan (partagée avec Matthew Wilder et David Zippel)                                                | Meilleure musique de film                                                                            | Lauréat    |
| British Academy Film Awards | 1974  | Chinatown                                                                                           | Meilleure musique                                                                                    | Nomination |
| British Academy Film Awards | 1975  | Le Lion et le vent                                                                                  | Meilleure musique                                                                                    | Nomination |
| British Academy Film Awards | 1979  | Alien - Le huitième passager                                                                        | Meilleure musique                                                                                    | Nomination |
| British Academy Film Awards | 1997  | L.A. Confidential                                                                                   | Meilleure musique                                                                                    | Nomination |
| Emmy Awards                 | 1961  | Thriller (nomination partagée avec Pete Rugolo)                                                     | Outstanding Achievement in the Field of Music for Television                                         | Nomination |
| Emmy Awards                 | 1966  | Des agents très spéciaux                                                                            | Individual Achievements in Music                                                                     | Nomination |
| Emmy Awards                 | 1973  | The Red Pony                                                                                        | Outstanding Achievement in Music Composition                                                         | Lauréat    |
| Emmy Awards                 | 1975  | QB VII (ABC Movie Special)                                                                          | Outstanding Achievement in Music Composition for a Special                                           | Lauréat    |
| Emmy Awards                 | 1976  | Babe                                                                                                | Outstanding Achievement in Music Composition for a Special                                           | Lauréat    |
| Emmy Awards                 | 1981  | Masada                                                                                              | Outstanding Achievement in Music Composition for a Limited Series or a Special (dramatic underscore) | Lauréat    |
| Emmy Awards                 | 1995  | Star Trek : Voyager                                                                                 | Outstanding Main Title Theme Music                                                                   | Lauréat    |
| Golden Globes               | 1964  | Sept jours en mai                                                                                   | Meilleure musique                                                                                    | Nomination |
| Golden Globes               | 1966  | La Canonnière du Yang-Tsé                                                                           | Meilleure musique                                                                                    | Nomination |
| Golden Globes               | 1974  | Chinatown                                                                                           | Meilleure musique                                                                                    | Nomination |
| Golden Globes               | 1979  | Alien - Le huitième passager                                                                        | Meilleure musique                                                                                    | Nomination |
| Golden Globes               | 1979  | Star Trek, le film                                                                                  | Meilleure musique                                                                                    | Nomination |
| Golden Globes               | 1983  | Under Fire                                                                                          | Meilleure musique                                                                                    | Nomination |
| Golden Globes               | 1992  | Basic Instinct                                                                                      | Meilleure musique                                                                                    | Nomination |
| Golden Globes               | 1997  | L.A. Confidential                                                                                   | Meilleure musique                                                                                    | Nomination |
| Golden Globes               | 1998  | Mulan (nomination partagée avec Matthew Wilder et David Zippel)                                     | Meilleure musique                                                                                    | Nomination |
| Grammy Awards               | 1966  | Des agents très spéciaux (nomination partagée avec Lalo Schifrin, Morton Stevens, et Walter Scharf) | Meilleur album de musique de film                                                                    | Nomination |
| Grammy Awards               | 1975  | QB VII                                                                                              | Meilleur album de musique de film                                                                    | Nomination |
| Grammy Awards               | 1976  | Le Lion et le vent                                                                                  | Meilleur album de musique de film                                                                    | Nomination |
| Grammy Awards               | 1977  | La Malédiction                                                                                      | Meilleur album de musique de film                                                                    | Nomination |
| Grammy Awards               | 1980  | Alien - Le huitième passager                                                                        | Meilleur album de musique de film                                                                    | Nomination |
| Grammy Awards               | 1981  | « The Slaves » (titre de l'album Masada soundtrack)                                                 | Grammy Award de la meilleure composition instrumentale                                               | Nomination |
| Satellite Awards            | 1998  | L.A. Confidential                                                                                   | Meilleure musique                                                                                    | Nomination |
| Saturn Awards               | 1978  | Ces garçons qui venaient du Brésil                                                                  | Meilleure musique                                                                                    | Nomination |
| Saturn Awards               | 1978  | Magic                                                                                               | Meilleure musique                                                                                    | Nomination |
| Saturn Awards               | 1979  | Star Trek, le film                                                                                  | Meilleure musique                                                                                    | Nomination |
| Saturn Awards               | 1981  | Outland                                                                                             | Meilleure musique                                                                                    | Nomination |
| Saturn Awards               | 1982  | Poltergeist                                                                                         | Meilleure musique                                                                                    | Nomination |
| Saturn Awards               | 1984  | Gremlins                                                                                            | Meilleure musique                                                                                    | Lauréat    |
| Saturn Awards               | 1986  | Link                                                                                                | Meilleure musique                                                                                    | Nomination |
| Saturn Awards               | 1990  | Gremlins 2: The New Batch                                                                           | Meilleure musique                                                                                    | Nomination |
| Saturn Awards               | 1990  | Total Recall                                                                                        | Meilleure musique                                                                                    | Nomination |
| Saturn Awards               | 1991  | Les Nuits avec mon ennemi                                                                           | Meilleure musique                                                                                    | Nomination |
| Saturn Awards               | 1991  | Warlock                                                                                             | Meilleure musique                                                                                    | Nomination |
| Saturn Awards               | 1992  | Basic Instinct                                                                                      | Meilleure musique                                                                                    | Nomination |
| Saturn Awards               | 1994  | The Shadow                                                                                          | Meilleure musique                                                                                    | Nomination |
| Saturn Awards               | 1996  | Star Trek : Premier Contact                                                                         | Meilleure musique                                                                                    | Nomination |
| Saturn Awards               | 1999  | La Momie                                                                                            | Meilleure musique                                                                                    | Nomination |
| Saturn Awards               | 2000  | Hollow Man                                                                                          | Meilleure musique                                                                                    | Nomination |
| Saturn Awards               | 2003  | Les Looney Tunes passent à l'action                                                                 | Meilleure musique                                                                                    | Nomination |

### AFI
L'American Film Institute a classé les musiques de Jerry Goldsmith pour les films Chinatown (1974) et La Planète des singes (1968) respectivement à la 9e place et à la 18e place au classement de l'AFI des 25 meilleures musiques de films de tout les temps.
Ils sont uniquement 5 compositeurs à avoir plus d'une musique figurant dans ce classement, avec Elmer Bernstein, Bernard Herrmann, Max Steiner, et John Williams.
Ont également été nommées pour être intégrées au classement :
- Alien, Le huitième passager (1979)
- L.A. Confidential (1997)
- La Malédiction (1976)
- Papillon (1973)
- Un coin de ciel bleu (1965)
- Patton (1970)
- La Canonnière du Yang-Tsé (1966)
- Star Trek, le film (1979)
- Le Lion et le vent (1975)